# Melody Thornton
Melody Thornton (ur. 28 września 1984 w Phoenix w Arizonie) – amerykańska tancerka, piosenkarka i była członkini grupy Pussycat Dolls. W 2010 roku opuściła zespół. Według Slant Magazine najlepsza wokalistka grupy.

## Dzieciństwo i rodzina
Jej babcia była wokalistką w meksykańskiej kapeli, a dziadek grał bluesa. Ojciec Melody jest Afroamerykaninem, a jej matka pochodzi z Meksyku. Ma także siostrę Nichole. Została zauważona na szkolnym konkursie talentów, kiedy zaśpiewała piosenkę "Without You". W 2003 r. ukończyła Camelback High School w Phoenix, w Arizonie.

## Pussycat Dolls
W 2003 r. Thornton obejrzała Pamiętniki MTV z Christiną Aguilerą i dowiedziała się, że będzie prowadzony nabór na nowych członków Pussycat Dolls. Melody została przyjęta do zespołu, w grudniu 2003 r. mimo tego, że nie umiała tańczyć. Niedługo potem wraz z innymi członkiniami grupy podpisała kontrakt z Interscope Records. Melody otrzymała także przezwisko "Baby Doll", ponieważ jest najmłodszą osobą w Pussycat Dolls.
Grupa Pussycat Dolls odniosła światowy sukces w 2005 r. ze swoim albumem PCD, który zadebiutował na 5 miejscu zestawienia U.S. Billboard 200 Chart. Z debiutanckiego albumu grupy pochodzą takie hity jak "Don't Cha", "Buttons" i "Stickwitu", który otrzymał nominacje do nagrody Grammy. Po odejściu Carmit Bachar zespół kontynuował swoją działalność i wydał swój drugi album Doll Domination, który zawierał takie hity jak "When I Grow Up", "I Hate This Part", "Jai Ho! (You Are My Destiny) i "Hush, Hush;Hush, Hush". Thornton jest jedyną członkinią Pussycat Dolls, która miała na Doll Domination całkowicie samodzielne partie w piosenkach, bez żadnego udziału Nicole Scherzinger. Słychać ją w chórkach i ad libitum w wielu piosenkach, a w piosenkach "Elevator" i "Painted Windows" dzieli partie z Nicole Scherzinger. Utworach "Takin' Over The World" i "Love The Way You Love Me" śpiewa drugorzędne partie. Nagrała także solową piosenkę "Space", która znalazła się na deluxe edition Doll Domination.
Jak na razie Thornton twierdzi, że Pussycat Dolls mają przerwę, mimo że z zespołu odeszły: Ashley Roberts, Kimberly Wyatt i Jessica Sutta. Kimberly Wyatt stwierdziła, że zarówno ona jak i Thornton odeszły z zespołu, jednak sama Thornton tego nigdy nie potwierdziła.

## Dyskografia
- 2007: The Beginning[2]

- Hit The Ground Running[3]

### Solowe piosenki
- 2008: Space (Doll Domination Deluxe Edition}
- 2010: Love Gun (Demo z Doll Domination)
- 2010: You & I
- 2010: Hit The Ground Running
- 2011: Sweet Vendetta

### Gościnnie
- Go Too Far feat Jibbs